# 城市径流

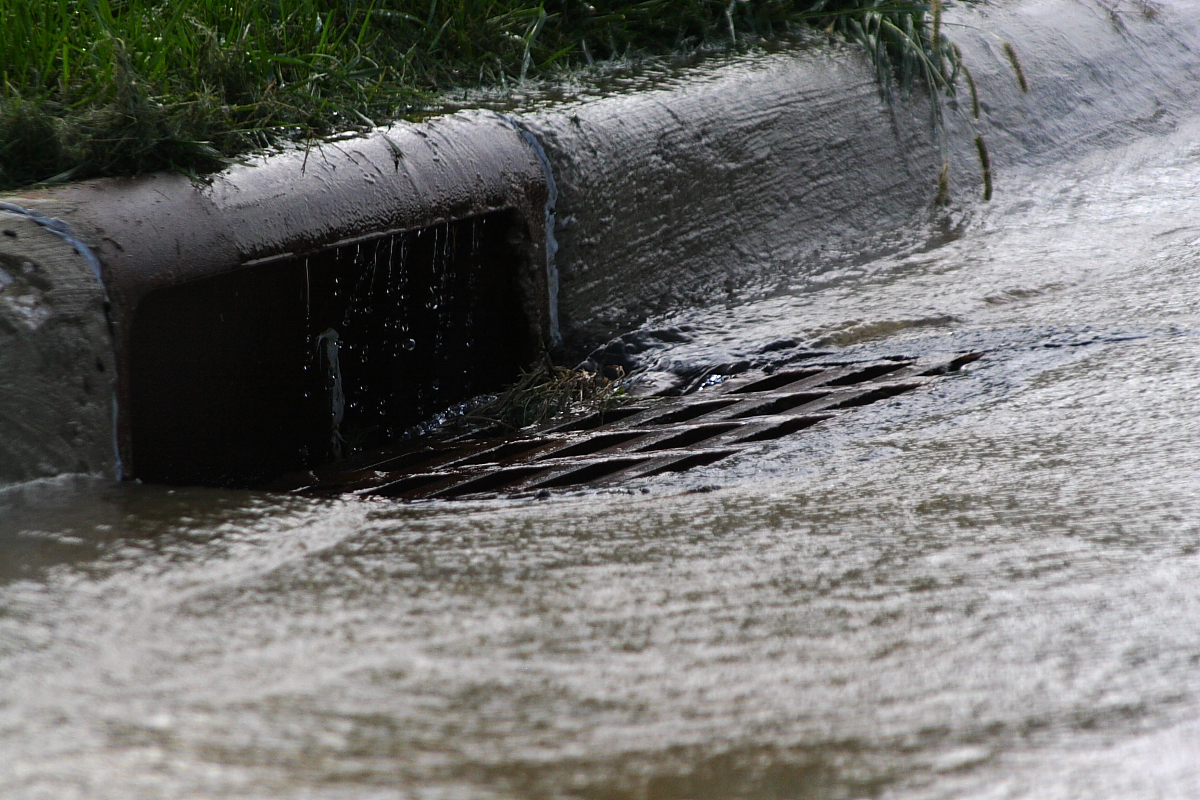
流入排水渠的城市逕流。

城市徑流（英語：Urban runoff）是經歷都市化的地區，因雨水、景觀灌溉、洗車等活動而產生的地表徑流。都市化過程中因土地開發，建有許多不透水地面（例如道路、停車場和人行道），遇到下雨、暴風雨、積雪融化過速和其他形式的降水時，這些不透水的地面（多數由柏油和混凝土等材料建造）連同屋頂，會一起把受污染的大量水流帶入排水渠，而非讓水滲入土壤。地下水位由於補給減少而會下降，而在地表因水量太大，會產生洪水。 大多數市政排水管道會把這些未經處理的水流引入溪流、河流和海灣。這些超量的水還會經由建物的地下室管道，或經由牆壁和地板的滲漏而進入人們的住所。
城市徑流是全球城市的市區洪災和水污染的主要原因。

## 污染物
流經不透水地面的水流往往會含有從道路和停車場攜帶而來的汽油、機油、重金屬、垃圾和其他污染物，以及草坪的化肥和殺蟲劑等污染物。道路和停車場是多環芳香烴 (PAH) 的重要來源（這種碳氫化合物是汽油和其他化石燃料燃燒後的副產品），也是重金屬如鎳、銅、鋅、鎘和鉛的重要來源。由屋頂而來的徑流會含有大量有機化合物和鋅（來自鍍鋅的天溝）。遇到住宅區的草坪、公園和高爾夫球場地表施肥不當或過度的情況時，流經的水會含有可偵測出的硝酸鹽和磷。
受侵蝕的土壤或維護不善的建築工地通常會因逕流而導致沉積物增加。沉積物經常沉降到水體底部，會直接影響水質。當水體中聚集過多的沉積物，會因土壤存有大量營養而增加感染和罹患疾病的風險。這些多餘的營養物質會減少水中的氧氣，並促進藻類生長，同時又限制原生植物的生長，而把水生生態系統破壞。水體中有過多的沉積物和懸浮固體也有可能會破壞既有的基礎設施。沉積物會堵塞地下水注入通路而更強化地表徑流。增加的沉積物也把水庫的蓄水量縮小。水庫蓄水量減低後，會增加疏濬的成本，也會影響水上娛樂區的品質。
徑流還會誘導海洋生物產生毒素累積和生物放大作用。逕流會把少量重金屬帶進海洋，而在水生動物體內累積，造成金屬中毒。如果人類食用這類動物，也會增加金屬中毒的機率。
隨著暴雨雪引入排水渠和成為地表逕流之後，排放到接收水域的自然沉積物負荷會減少，但水流量和速度會增加。事實上，一個典型城市的不透水地面所產的徑流是面積類似的典型林地的5倍。

## 影響

### 乾旱天氣時排放
通過噴灌方式灌溉，而有過度澆水的情況時，會在水道處於低流量時期產生徑流而抵達接收水域。這類徑流會把累積的污染物帶到低稀釋率的溪流中，導致污染物濃度遠高於降雨期間的濃度。

### 城市洪災

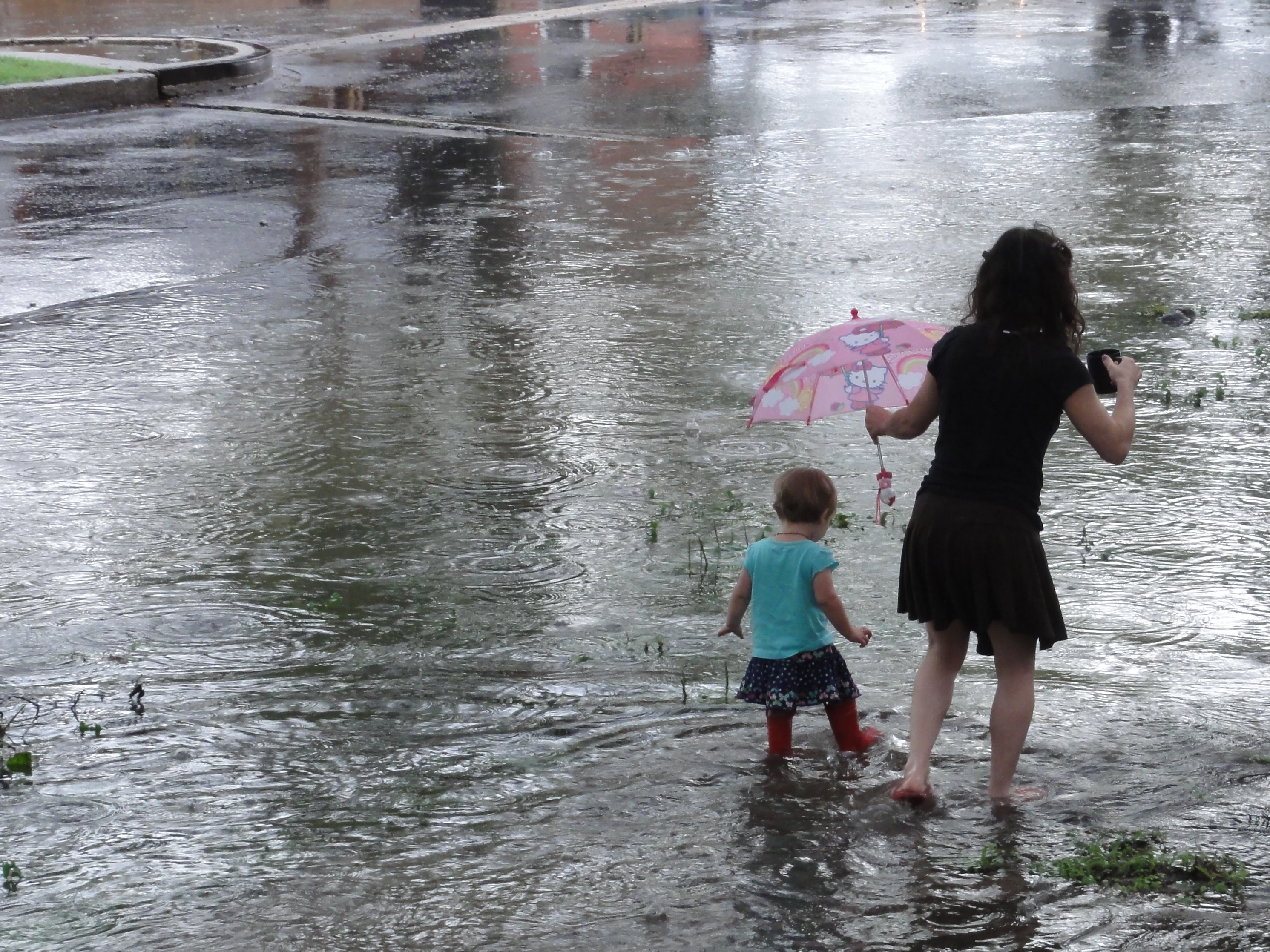
遭逕流覆蓋的紐澳良街道。

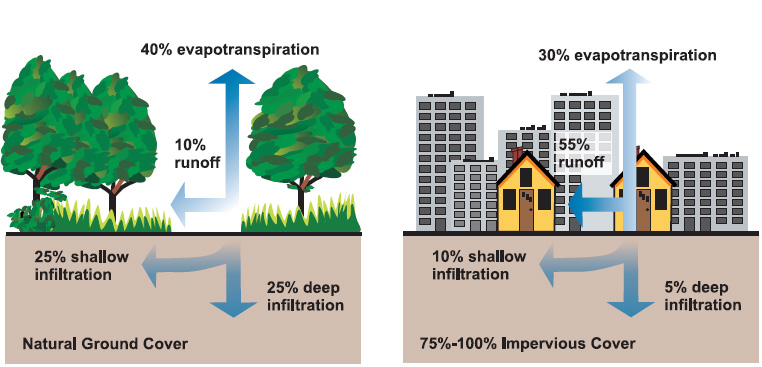
城市中因不透水地面對逕流的強化作用，與自然環境的比較。

城市徑流是造成城市洪災的主要原因，水量超越排水系統（例如排水渠）的負荷，導致建成環境中的土地或財產遭到淹沒。城市洪災由暴洪、風暴潮、大水淹沒河堤或大量融雪等引發，其特點是對社區造成重複性、高代價和全面的影響，即使城市不在洪氾區內或靠近任何水體時也會發生。
雨水可透過幾種方式進入房屋：經由下水道、廁所和水槽管道回流進入建築物中；透過建築物牆壁和地板的滲漏；建物和公共通行路徑上的積水；以及河流、湖泊等水體的溢流。在建有地下室的房產中，城市洪災是導致地下室積水的主要原因。

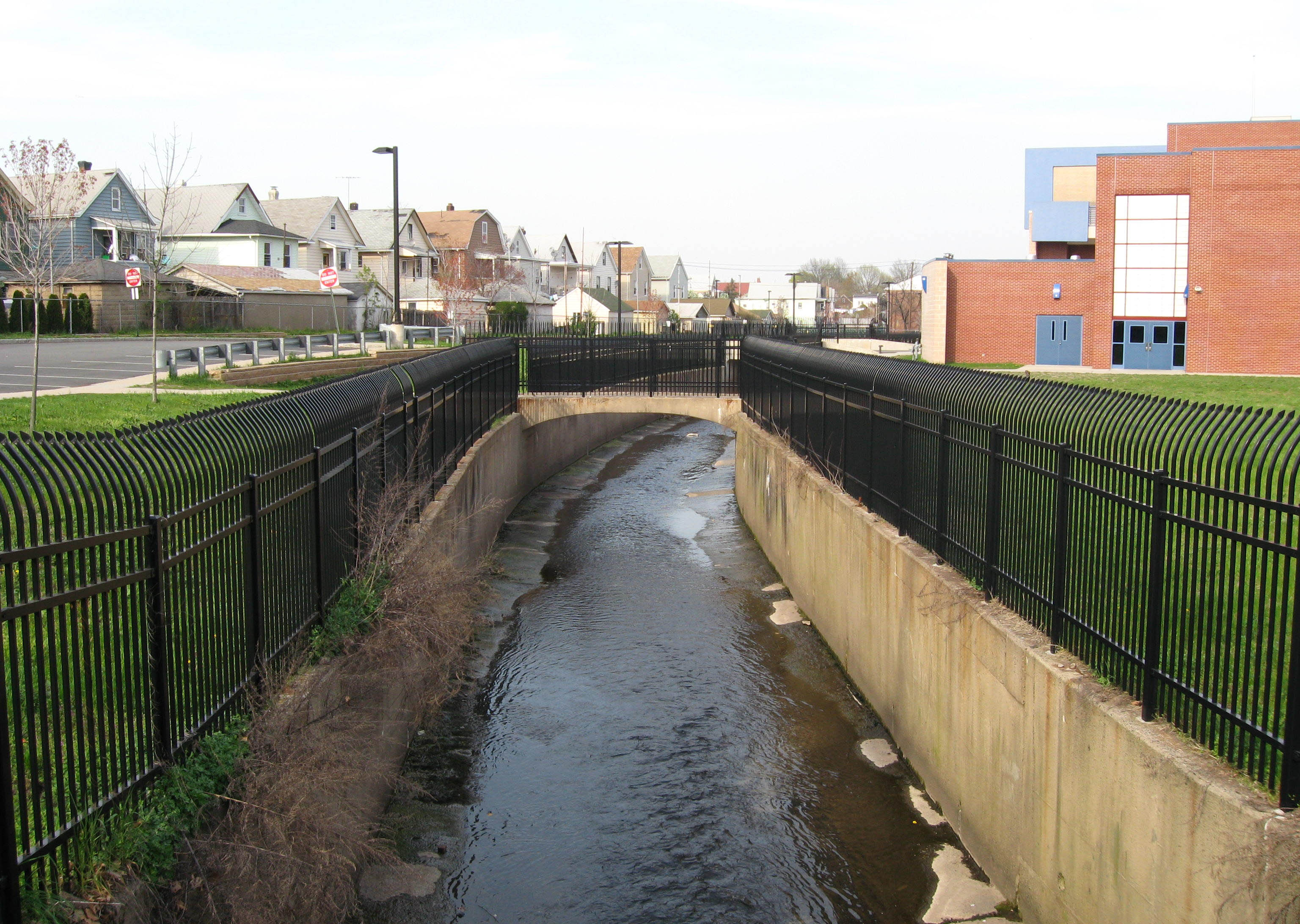
位於美國東岸新澤西州巴賽克縣的混凝土造渠道，用來控制當地的水患威脅。

### 水污染
城市徑流會造成水質的問題。 美國國家學院在2009年發布一份關於城市受暴雨雪影響的綜合報告，其中指出這種洪水仍是美國許多流域的主要污染來源。:vii報告解釋說“......如果會擴散污染源的土地利用改變不被解決，水質仍會進一步下降......前述的改變包括會干擾土地的農業、造林、城市化、工業和建築活動，這些活動會在潮濕天氣時把難以監測的污染物帶出。這類污染被普遍認為是要恢復全國水體和水生生態系統所面臨最艱困的挑戰。:24

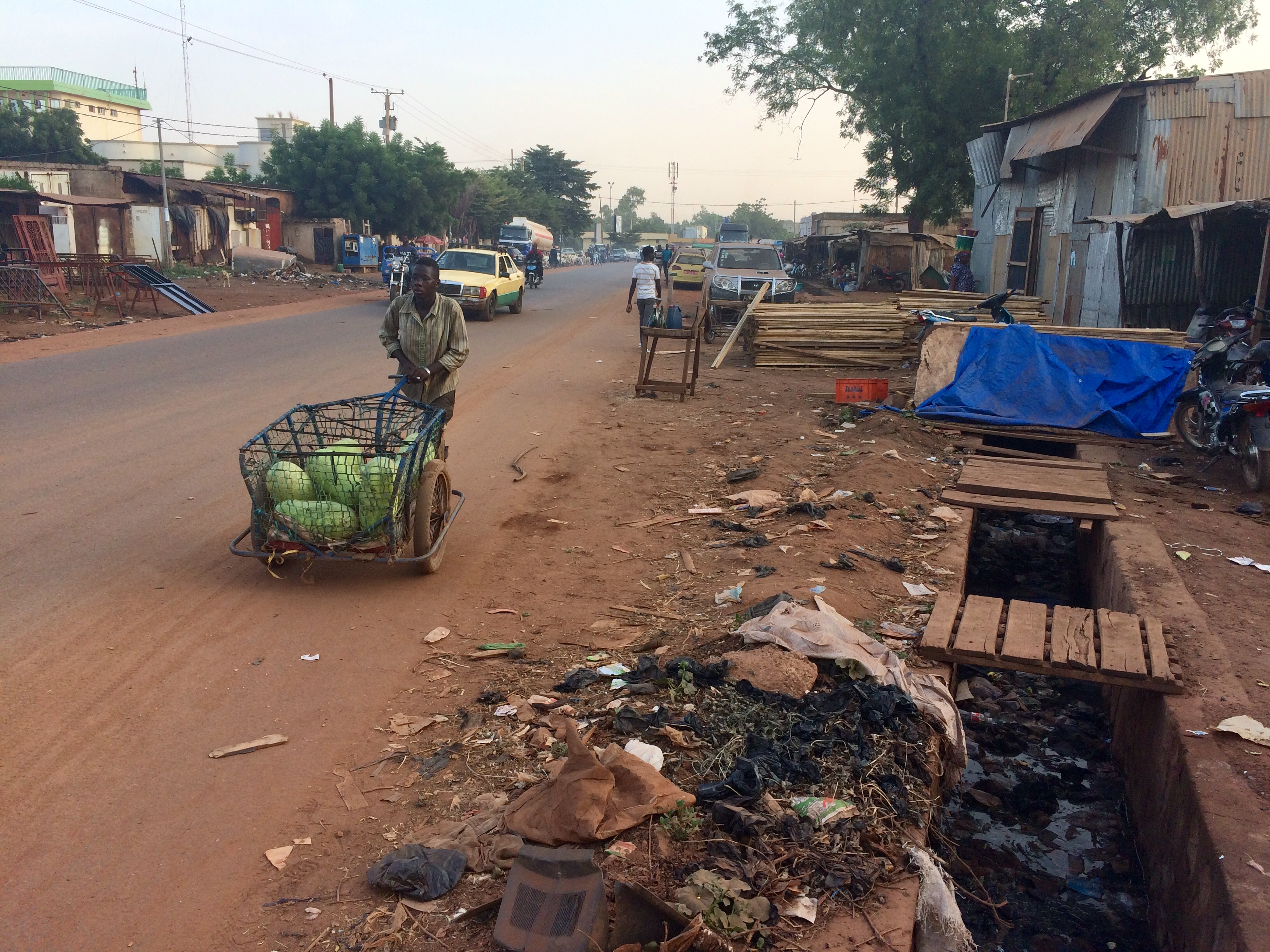
非洲某處的開放式疏導逕流溝渠。

徑流還會升高溪流的溫度，危害魚類和其他生物（暴雨產生突發的徑流會導致溪流溫度上升，殺死魚類。）此外，在冬季用於融化人行道和道路上積雪的鹽會污染溪流和地下含水層。 
城市徑流產生的影響中最顯著的是針對某些水道，這些水道在乾旱期間少有溪水或甚至沒水（通常被稱短暫的溪流）。當溪流周圍的區域被城市化後，徑流會產生一種經常有的非自然水流，而傷害到水道附近的植被、野生動物和河床。這類城市徑流含有很少或不含沉積物，當沖下河道時會破壞既有的曲流和沙洲等自然特徵，而造成嚴重的侵蝕，因會切割到上游的河床，而把河口的沉積物負荷強化。例如在南加州，城市徑流攜帶垃圾、污染物、過多的淤泥和其他廢棄物進入許多水道入口處的海灘，會對當地人造成中度至重度的健康危害。
由於城市徑流經常會攜帶肥料和有機廢棄物，受到影響的水道經常會有優養化的情況。大雨過後，水道中會有相對較高的有機物含量，刺激藻類大量繁殖，很快就把水中的大部分溶氧消耗掉。一旦水中溶氧耗盡，藻類也會死亡，然後在水中分解，造成更進一步的優氧化。這些藻華主要發生在靜水區，例如溪流池和水壩、堰和一些落差結構後面的水域。優養化通常會給魚類和其他水生生物帶來致命的後果。

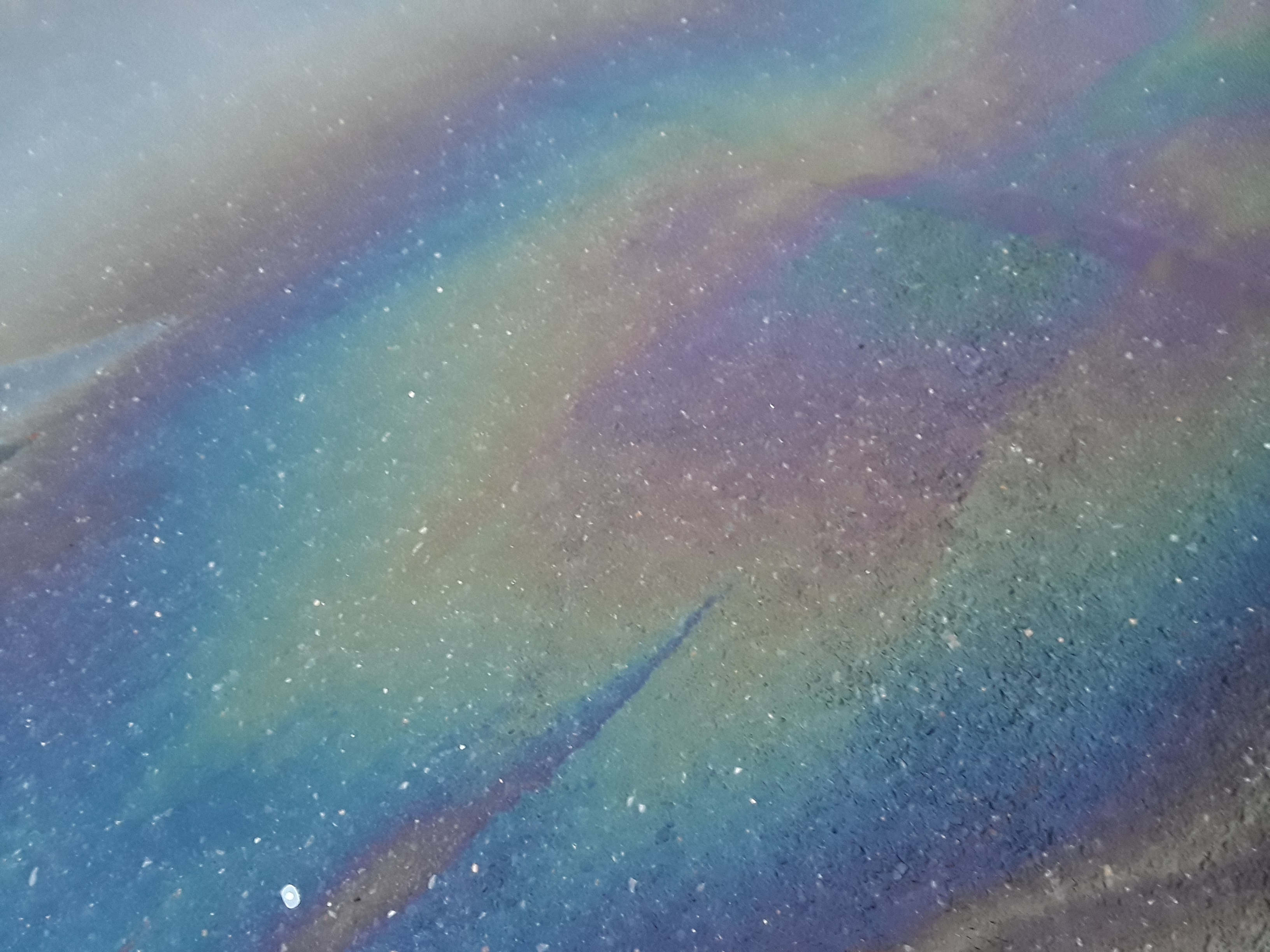
逕流攜帶的油外洩物質。

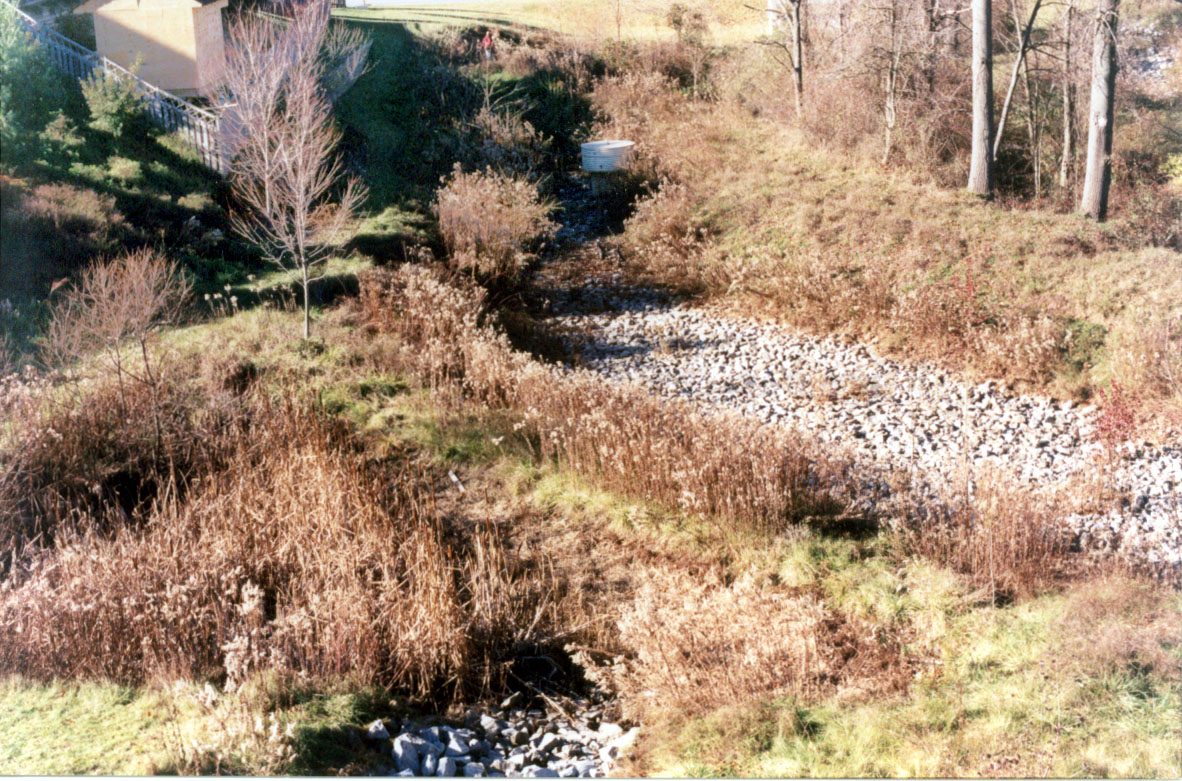
滲濾溝的作用是讓暴雨雪的水分透過透水的土壤進入地下水含水層。

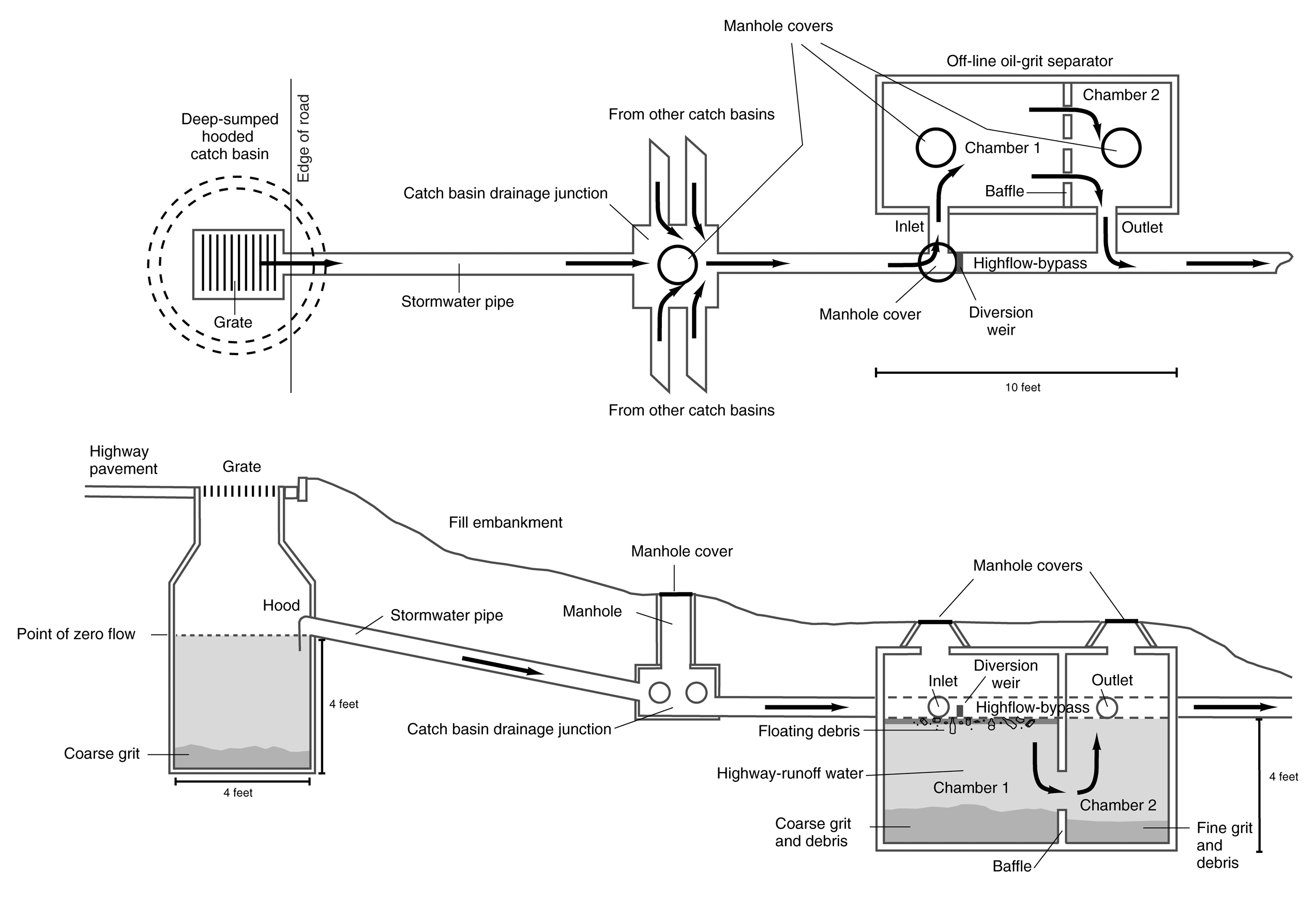
油/渣分離裝置可把逕流從道路/停車場等攜帶而來的固體、油脂、瓦礫和漂浮物收集後處理。

河岸遭到侵蝕會導致洪水，並造成財產損失。地方政府多年來通常是利用混凝土和磚石材料，建造硬化堤和類似的控制用結構，來應對城市河岸的侵蝕問題。使用這些硬質材料會破壞魚類和其他動物的棲息地。這樣的做法可把直接受洪水破壞的地區穩定住，但通常只是把問題轉移到河流的上游或是下游。
{{see also|河流工程
含有污染物的城市徑流可透過多種方式危害人類，例如污染飲用水、擾亂食物來源，甚至導致部分海灘因疾病風險而被關閉。當強降雨發生後，溢出的受污染洪水會影響人們用作休閒或釣魚的水道，導致海灘或水上活動關閉，原因為徑流會導致水中有害細菌滋長或無機化學污染物激增。我們通常認為最具破壞性的污染物是汽油和油外洩，但會忽略肥料和殺蟲劑的影響。當澆灌植物和灌溉田地時，會把施用的化學物質沖入地下水位。這些化學物質會對進入的新環境當地植被、無脊椎動物和脊椎動物有不利的影響。

## 預防和緩解
有效控制城市徑流的做法包括降低暴雨雪的流速和流量，以及減少污染物排放。地方政府使用各種管理技術來減少城市徑流的影響。美國和加拿大稱這類技術為最佳水污染管理措施 (BMP)，有的側重於控制水量，另有側重於改善水質，有的兩者兼具。
預防污染的措施包括低影響開發 (LID) 或綠色基礎設施技術（在英國稱為可持續排水系統 （SuDS），在澳大利亞和中東稱為水敏城市設計（WSUD）），例如採用綠化屋頂以及改進化學品（例如汽車燃料和機油、化肥、殺蟲劑和道路除冰劑）的管理。緩解徑流用的系統，包括滲透池、雨水花園（生物滯留系統）、人工濕地、濕滯洪池和類似設施。
有效的城市徑流解決方案通常需要把社區的需求和差異列入考慮。城市的平均溫度、降水量、地理位置和空氣污染物水準等因素都會影響到城市徑流的污染程度，各有獨特的應對需求。城市化程度、土地使用趨勢和採用的不透水地表建材等因素通常會把這些問題加劇。
在執行整個城市維護策略，如街道清掃計劃，也是改善徑流品質的有效方法。利用清掃車輛把公共停車場和道路常見的灰塵和懸浮顆粒清除，以免這些物質最終會進入徑流。
教育計劃也可成為管理城市徑流的有效工具。當地企業和個人本身的作為在減少城市徑流污染方面可發揮不可或缺的功能，但往往少有人清楚如何遵循及運用。就城市徑流和有效處置家居用品的重要性展開有建設性的討論，有助各方採用具有合理經濟成本的做法。
徑流產生的熱污染可透過吸收或將其導入地下水的管理設施來控制，例如生物滯留系統和滲透池。生物滯留系統在降低溫度方面往往效果較差，因為經滯留的洪水在排放到溪流之前可能會被太陽加熱。:p. 5–58
暴雨雪收集設施可用來處理由小溪、溝渠、短暫溪流和其他地面輸送裝置而來的徑流。這種設施通常有多個目標，例如把流入敏感水域的受污染徑流降低，促進地下水補給，以及用於抽水馬桶和灌溉等非飲用水用途。

## 進一步閱讀
- McGinn, Anne Platt. . Farmington Hills, MI: Glennhaven Press. 2004: 144–157.
- Berland, Adam; Shiflett, Sheri A.; Shuster, William D.; Garmestani, Ahjond S.; Goddard, Haynes C.; Herrmann, Dustin L.; Hopton, Matthew E. . Landscape and Urban Planning. 2017-06-01, 162: 167–177. PMC 6134866 . PMID 30220756. doi:10.1016/j.landurbplan.2017.02.017.
- Anstett, Catherine. “SALMON AND PIPER'S CREEK WATERSHED.” Carkeek Watershed Community Action Project, 2015, http://www.carkeekwatershed.org/wp-content/uploads/Salmon-Guide-Fall-2015.pdf. Accessed 2021-12-09.
- Blair, Stephanie I.; Barlow, Clyde H.; McIntyre, Jenifer K. . Canadian Journal of Fisheries and Aquatic Sciences. February 2021, 78 (2): 103–109. S2CID 230581357. doi:10.1139/cjfas-2020-0240.
- “Component: Swales.” Susdrain, https://www.susdrain.org/delivering-suds/using-suds/suds-components/swales-and-conveyance-channels/swales.html. Accessed 2021-12-09.
- Fassman, Elizabeth A.; Blackbourn, Samuel D. . Journal of Irrigation and Drainage Engineering. 2011-11-01, 137 (11): 720–729. doi:10.1061/(ASCE)IR.1943-4774.0000339.
- “Get Rid of Motor Oil Stains.” Parkside Motors, https://parksidemotors.ca/remove-oil-stains-from-surfaces/. Accessed 2021-12-09.
- Tromp, Karin; Lima, Ana T.; Barendregt, Arjan; Verhoeven, Jos T. A. . Journal of Hazardous Materials. 2012-02-15,. 203-204: 290–298. PMID 22226719. doi:10.1016/j.jhazmat.2011.12.024.
- National Ocean Service. "MBNMS: What You Can Do To Reduce Urban Runoff Pollution." Monterey Bay National Marine Sanctuary, National Ocean Service, 2019-12-09, https://montereybay.noaa.gov/resourcepro/urbancando.html. Accessed 2021-12-09.
- Peer, Wendy Ann; Baxter, Ivan R.; Richards, Elizabeth L.; Freeman, John L.; Murphy, Angus S. . . Topics in Current Genetics 14. 2005: 299–340. ISBN 978-3-540-22175-3. doi:10.1007/4735_100.
- Rosen, Julia. “Road Runoff a No-No for Coho.” Scientific American, 2015-10-26, https://www.scientificamerican.com/podcast/episode/road-runoff-a-no-no-for-coho/. Accessed 2021-12-09.
- “Runoff: Surface and Overland Water Runoff.” Water Science School, USGS, 2018-06-06, https://www.usgs.gov/special-topics/water-science-school/science/runoff-surface-and-overland-water-runoff .
- Fletcher, T. D.; Andrieu, H.; Hamel, P. . Advances in Water Resources. 1 January 2013, 51: 261–279. Bibcode:2013AdWR...51..261F. doi:10.1016/j.advwatres.2012.09.001.
- Selbig, William R.; Loheide, Steven P.; Shuster, William; Scharenbroch, Bryant C.; Coville, Robert C.; Kruegler, James; Avery, William; Haefner, Ralph; Nowak, David. . Science of the Total Environment. 2022-02-01, 806 (Pt 3): 151296. Bibcode:2022ScTEn.806o1296S. PMID 34736755. S2CID 240180212. doi:10.1016/j.scitotenv.2021.151296.
- Harry C. Torno; Jiri Marsalek; Michel Desbordes (编). . Berlin: Springer-Verlag. 1986  [2023-05-10]. ISBN 3-540-16090-6. （原始内容存档于2021-05-11）.